# Schutzzone (Roman)
Schutzzone ist ein am 9. Januar 2019 im Suhrkamp Verlag erschienener Roman der deutschen Schriftstellerin Nora Bossong.

## Handlung
Der Roman wird von der deutschen Protagonistin Mira Weidner erzählt, wobei sich die Gegenwart in Genf 2017 abspielt. Die Protagonistin berichtet in nicht chronologischem Ablauf lückenhaft von ihrer Kindheit und ihrer Gegenwart sowie Vergangenheit als Mitarbeiterin bei der UN. Besonders relevant ist ihre Position als Leiterin der Wahrheitskommission zu den Völkermorden in Burundi.

### Bei Bonn 1994
1994 wird die achtjährige Mira aufgrund der Trennung ihrer Eltern zu einer befreundeten Familie in eine Villa bei Bonn geschickt, wo sie ein paar Monate bleibt. Die Familie besteht aus dem Vater Darius, welcher selbst UN-Mitarbeiter ist, der Mutter Lucia und dem adoleszenten Sohn Milan. Darius ist wiederholt in Konfliktgebieten stationiert, so wie 1994 in Ruanda, wo er die Anfänge der Völkermorde in Ruanda miterlebt. Von diesem Ereignis erfährt er ein Trauma. Auf eine Konversation über Suizid folgend begeht Darius einen mutmaßlichen Selbstmordversuch, welcher misslingt. Daraufhin reicht Lucia die Scheidung ein und Darius muss ausziehen. Kurz danach wird Mira wieder von ihrem Vater abgeholt.

### New York 2011
2011 in New York bezieht Mira noch während ihres Studiums der Internationalen Beziehungen ihr erstes Büro in der UN. Ihr damaliger Freund Wim, welcher ebenfalls UN-Mitarbeiter ist, stößt auch zu ihr. Als Aushilfe in einer Bar trifft sie auf den UN-Mitarbeiter und ihren späteren Vorgesetzten Daven, welcher sie zu einem Bewerbungsgespräch einlädt.

### Bujumbura 2012–2015
Nach abgeschlossenem Studium wird Mira als Davens Sekretärin eingestellt und bestreitet ihren ersten Einsatz in einer Mission in Bujumbura, wo sie die Wahrheitskommission zur Aufarbeitung der Völkermorde in Burundi von 1993 leitet. Ihre Arbeit besteht grundsätzlich daraus, Menschen vor Ort zuzuhören und Berichte über das Erfahrene zu verfassen. In diesem Kontext besucht sie einen vermeintlichen Verantwortlichen für die Massaker und Ausbildner von Kindersoldaten, General Aimé, welcher ihr das Paradoxon des Bestehens der UN in Burundi und ihrer eigenen Arbeit vorführt. Später kann sie aber nicht genau angeben, ob diese Treffen wirklich stattgefunden haben. In Burundi trennt sie sich von ihrem Freund Wim und beginnt später eine Affäre mit ihrer Mitarbeiterin Sarah.

### Genf 2017
Miras Aufgabe ist nun, in und um Genf Diplomaten zu treffen, die zur Lösung des Zypernproblems beitragen sollen. Sie trifft in einem Café zufälligerweise Milan wieder, der nun verheiratet ist und einen Sohn hat. Sie beginnt mit ihm eine Affäre und zusammen reisen sie nach Den Haag, um eine neue Wohnung für Milan und seine Familie zu finden. Dort tauschen sie sich über ihre Sorgen und Ängste aus, was zu einer Distanzierung zwischen den beiden führt. Wenig später scheitert in Crans-Montana die Verhandlungsrunde um den Zypernkonflikt und der Kontakt zu Milan bricht langsam ab, als er nach Den Haag zieht. Beides lässt Mira hoffnungslos: Sie möchte ihre Stelle bei den Vereinten Nationen aufgeben, doch ihr Vorgesetzter Monsieur Boucheron überzeugt sie zu bleiben.

### Bonn – Bad Godesberg 2017
Mira besucht kurz darauf Darius, welcher nun allein im Ruhestand in Bad Godesberg lebt. Sie reflektieren ihre gemeinsame Vergangenheit und die Arbeit bei der UN.

### Genf 2018
Ein halbes Jahr später wartet Mira in Genf am Flughafen, um nach Amman zu fliegen, wo ihre nächste Mission für die UN stattfinden soll. Die Geschichte endet halboffen.

## Historischer Hintergrund
Nora Bossong greift in ihrem Roman nicht nur die Völkermorde in Burundi auf, welche dreimal (1965, 1972–1973, 1988) von der Bevölkerungsgruppe Hutu an den Tutsi vollzogen wurden, sondern auch noch den Zypernkonflikt, welcher aus den griechisch-zyprisch und türkisch-zyprisch beherrschten Gebieten auf Zypern besteht. In seinem Verlauf wurde im Sommer 1974 der Norden der Insel von türkischen Streitkräften besetzt, nachdem griechische Putschisten den Anschluss Zyperns an Griechenland durchsetzen wollten. Im türkisch besetzten Norden wurde im November 1983 die – international nicht anerkannte – Türkische Republik Nordzypern proklamiert, die heute ein stabilisiertes De-facto-Regime bildet.

## Charaktere
Mira Weidner: Das Zuhören ist ihr Hauptcharaktermerkmal, sie gewinnt das Vertrauen der Leute und diese erzählen ihr ihre Lebensgeschichten. Sie ist 31 Jahre alt und ist eine Expatriate. Mira ist durch ihr Talent, anderen Leuten zuzuhören, das fehlende Glied in der UN. Sie ist lösungsorientiert und geduldig. Die vielen Morde und Kriege belasten sie sehr. Sie weiß nicht, ob es sich lohnt, ihr ganzes Leben für die Lösungen der UN einzusetzen. Denn sie realisiert selbst, dass sie ihr Leben lang die meiste Zeit nur arbeiten wird, keine Familie oder Lebenspartner hat. Sie fürchtet sich davor, ihr Leben zu verschwenden.
Milan: Ist 8 Jahre älter als Mira und sozusagen der Halbbruder von Mira. Er führt ein geordnetes Leben und hat einen Posten im Menschenrechtsrat. Er hat eine Affäre von Mira, eine Frau (Teresa) und einen Sohn (Kolja). Die Eltern von ihm sind Darius und Lucia. Er lässt Mira stark in sein Leben eingreifen und sieht so zu, wie seine Ehe mit Teresa auseinanderfällt. Einerseits stört ihn Miras Eingriff in sein Privatleben, andererseits genießt er ihre Präsenz und Anziehung.
Darius: Er ist der Ziehvater von Mira, da er sie während der Trennung ihrer Eltern für ein paar Monate aufgenommen hat. Darius war lange ein wichtiger UN-Mitarbeiter und hochrangiger Diplomat und hat sich stark in Ruanda engagiert. Dies hat ihn ziemlich traumatisiert. Darius hat viele Länder bereist und ist erschöpft von seiner Geschäftigkeit. Aus Miras Sicht ist er so ein Erwachsener, den man als Kind nicht ansprechen wollte. Er war einer der obersten Beamten der Republik.
Lucia: Ehefrau von Darius und Mutter von Milan.
Sarah: Sie ist eine UN-Mitarbeiterin und lange Zeit in Bujumbura stationiert, wo sie mit Mira eine Affäre hat.
Wim: War Miras Freund in New York, doch die Beziehung lief nicht wirklich gut. Sie trennten sich einige Zeit später.
Monsieur Boucheron: Ist ein hoher Angestellter der UN und Miras Vorgesetzter.
Jean: Hausverwalter in Bujumbura, sorgt und kocht für Mira und erzählt ihr Geschichten.
General Aimé: Ist einer der größten Massenmörder beim Genozid in Burundi. Er hat viel Macht und wohnt in Burundi in einem großen Haus. Er lässt Mira entführen und sie führen eine Machtbeziehung. Er ist unheimlich, intelligent, aber auch verführerisch, Mira ist fasziniert davon. «Aimé verbindet distinguiertes Auftreten mit ätzendem Spott über die Vereinten Nationen […]» (Schneider, 2019)
Daven: Ist ein hoher Angestellter der UN, Mira lernt ihn in einer Kneipe kennen. Er verschafft ihr ihren ersten Job bei der UN.

## Rezeption
Die Rezensionen zu diesem Buch sind oftmals positiv ausgefallen. Wolfgang Schneider schreibt bei Deutschlandfunk, dass es in Nora Bossongs Roman viele «lässigen Pointen, in denen die Differenz zwischen Ideal und Wirklichkeit zur Geltung kommt» (Schneider, 2019) gibt. «Viele weitere Szenen würden die Ideale mit der Wirklichkeit verbinden. Es sei nicht einfach über diplomatische Verhandlungen zu schreiben, doch das würde von Bossong mit einer bemerkenswerten Nuance gemacht. Sie beschreibe weit entfernt von einem dokumentarischen Realismus. Die von Bossong geschriebenen Sätze flössen dahin, in denen Beschreibung, Gedanken und Dialog geschmeidig ineinander übergehen würden. Dieses ausgefeilte stilistische Instrumentarium sei passend zu der abgründigen Realität mit verwickelter Gefühlslage».
In einer anderen Rezension der Frankfurter Allgemeinen von Thomas Thiel wird die Beweglichkeit bewundert; «mit der Nora Bossong ihr Thema ausfaltet, den Sinn für das bezeichnende Detail und die schlanken Pointen, mit der sie die innere Welt ihrer Heldin gegen alle Zumutungen der Globalität abfedert» (Thiel, 2019). Hier wird wiederholt Bossongs Schreibstil hervorgehoben.
Sie benutze zudem einen ausgewogenen Ton in der Debatte um die koloniale Schuld und die globale Gerechtigkeit.
Bossong setzt Orte «wie das burundische Bujumbura so auf die Weltkarte, dass sie ein Eigengewicht haben gegenüber der großen Bürokratie». Genf dagegen wirkt nach Thiel sehr öde.
Tomasz Kurianowicz von Die Welt meint, der Text sei sehr klug aufgebaut, Bossongs Buch sei verstörend, aber nicht mit Inhalt, sondern mit Sprache, denn für die Lesenden sei es eine anstrengende Lektüre. Der Text bestehe aus krassen Zeitsprüngen und zeige Miras Leben, wie sie mit den Erwartungen aus der Kindheit kollidiere und von der unschönen Wirklichkeit eingeholt werde. Tomasz Kurianowicz findet, ihr Buch stehe zu Recht auf der Liste der nominierten Bücher für den Deutschen Buchpreis. Sprachlich sei das Buch beeindruckend, es habe zahlreiche Leerstellen, um den Lesefluss geschickt zu brechen. Doch nicht alles am Buch sei gut, die Zeitsprünge seien zugleich sehr irritierend, und es sei nicht immer nachzuvollziehen, wie sich die Protagonistin charakterlich weiterentwickelt. Das Buch habe also negative und positive Punkte.
Auch Christoph Schröder von der Süddeutschen Zeitung hat eine Rezension zum Buch geschrieben. Die Leerstellen dieses Buches seien das, was den Roman grundieren wie die Kälte, mit der Mira über die Leerstellen hinwegdenkt. Bossong würde mit den großen Begriffen: «Frieden», «Wahrheit», «Gerechtigkeit», «Versöhnung» und dem Buchtitel «Schutzzone» hantieren. Bossong brauche viele hochtönende Sonntagswörter und dekonstruiere sie in einer nuancen- und vokabelreichen Diktion und in einem imponierenden sprachlichen Variantenreichtum (Schröder, 2019). Eines der Grundthemen sei das Verschwimmen des Politischen mit dem Privaten. Bossong würde oft bruchlos Tonfall und Perspektive wechseln und bleibe dabei immer nahe an der Protagonistin.

## Textfassung
- Schutzzone. Suhrkamp, Berlin 2019, ISBN 978-3-518-42882-5